# Función corta
En matemáticas, una función corta es una función f de un espacio métrico X en otro espacio métrico Y tal que 
para todos {\displaystyle x,y\in X}
se tiene que 

{\displaystyle d_{Y}(f(x),f(y))\leq d_{X}(x,y)}.

Aquí {\displaystyle d_{X}} y {\displaystyle d_{Y}} denotan métricas en {\displaystyle X} y {\displaystyle Y}, respectivamente. En otras palabras, f es corta ssi es 1-Lipschitz. 
Se puede decir que f es estrictamente corta si la desigualdad, salvo en el caso {\displaystyle x=y}, es siempre estricta. Entonces una contracción es estrictamente corta, pero no recíprocamente (incluso con X = Y).
- Datos: Q2713824